# Schlosskirche (Varel)

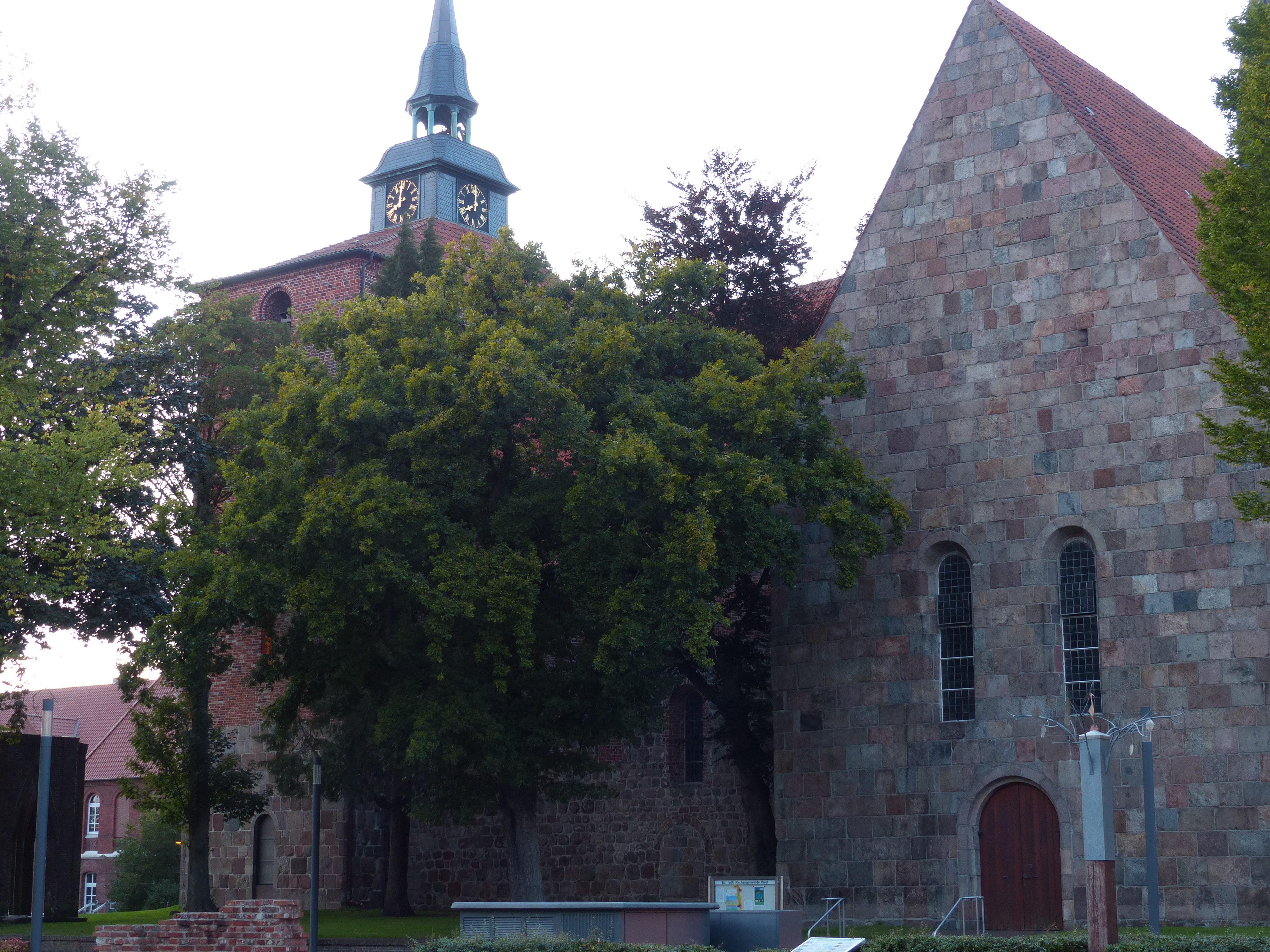
Schlosskirche Varel von Südosten

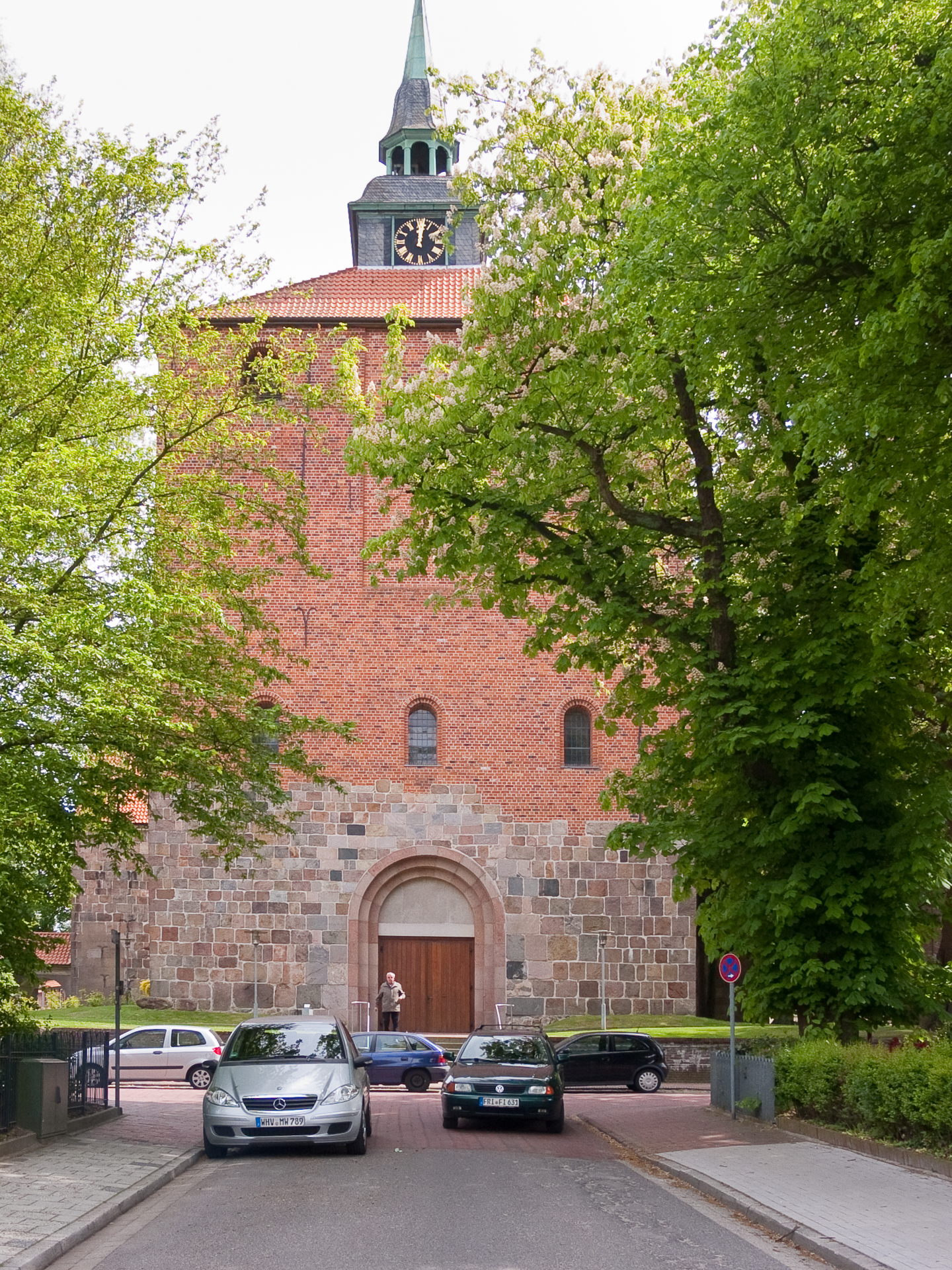
Westturm

Die Schlosskirche ist ein denkmalgeschütztes Kirchengebäude in Varel im Landkreis Friesland in Niedersachsen.

## Geschichte
Die Kirche aus Granitfindlingen, Backstein und Granitquadern wurde im Mittelalter an der höchsten Stelle des Ortes Varel anstelle eines kleinen Holzbaus errichtet. Nach 1650 wurde sie Teil einer durch die Vareler Grafen erbauten Schlossanlage. Die gräfliche Familie nutzte eine eigene Kapelle im Schlossgebäude, besaß aber auch ein Gestühl und eine Begräbnisgruft in der Kirche. Die Schlossgebäude wurden um 1870 nach einem ausgedehnten Brand abgebrochen.
Die Kirche stand den Einwohnern des Ortes immer als Gemeindekirche zur Verfügung. Sie war ursprünglich wahrscheinlich dem Apostel Petrus geweiht.
Ab 1992 wurden Baukörper und Innenausstattung schrittweise restauriert. Dabei konnten für die Denkmalpflege viele wertvolle Erkenntnisse gewonnen werden. Die Evangelisch-Lutherische Kirche in Oldenburg, das Land Niedersachsen, die Bürger Varels und viele regionale Institutionen trugen durch die Finanzierung maßgeblich dazu bei, dass die Schlosskirche in Varel wieder als eines der bedeutendsten Bau- und Kulturdenkmale der Region genutzt und erlebt werden kann.
Am 22. Juni 2024 wurde der erste Teil eines neuen Bronzeportals für den Westeingang der Schlosskirche eingeweiht. Die bisherige Tür aus den späten 1960er Jahren war eine schlichte zweiflügelige Holztür mit einem halbkreisförmigen Giebelfeld aus Granit über der Tür. Der Förderkreis zur Erhaltung der Schloßkirche Varel hatte bereits 2014 einen Wettbewerb für ein repräsentatives Bronzeportal gestartet. Der Bildhauer Carl Constantin Weber aus Potsdam entschied den Wettbewerb für sich. Aus finanziellen Gründen konnte das Portalprojekt jedoch erst 2022 mit einem ersten Teil, dem Tympanon, begonnen werden. Es zeigt Episoden aus dem Leben des Apostels Simon Petrus, dem Namensgeber der Kirche. Die von Weber ebenfalls entworfenen Türflügel sind in Planung.

## Architektur

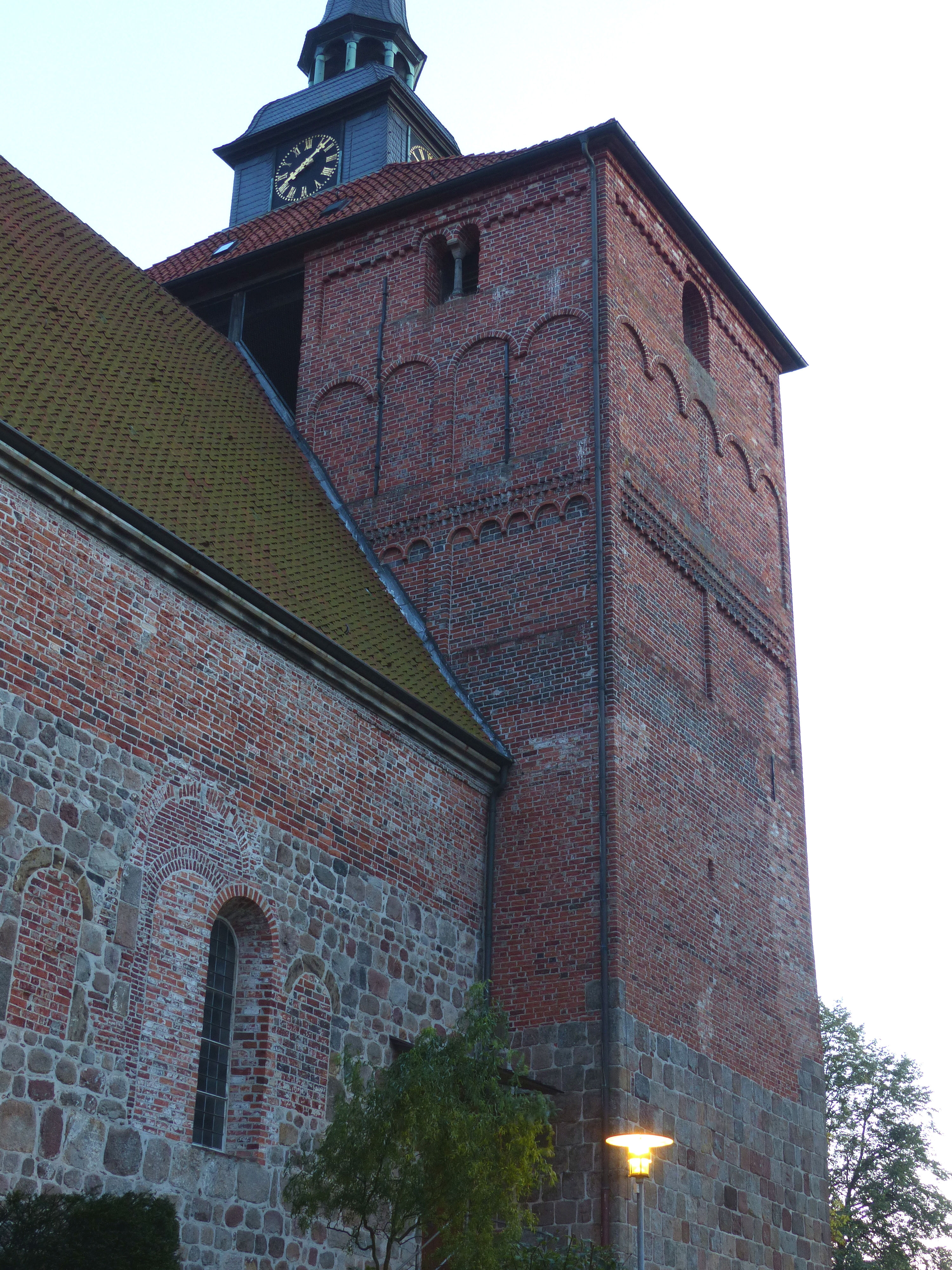
Nordturm von Osten

Ältester Teil der Schlosskirche ist das im 12. Jahrhundert aus unregelmäßig behauenen Findlingen errichtete Längsschiff, sein Westgiebel ist trotz des nachträglich vorgesetzten Turms erhalten, der ursprüngliche Ostabschluss, zeitbedingt wohl eine Apsis, nicht mehr erkennbar, zumal der Boden 1957 ohne Untersuchung ausgekoffert wurde. Das Schiff hatte zunächst eine flache Raumdecke. Die spitzbogigen Domikalgewölbe wurden auf kräftigen Wandvorlagen nachträglich hinein gestellt. Im Zusammenhang mit der Einwölbung mussten die Fenster versetzt werden, die neuen, heutigen, erhielten wieder Rundbögen. Im selben Umbau wurden Längswände um 1,26 m erhöht, innen mit Backstein.
Der breite, gedrungen wirkende Turmbau wurde dem Kirchenschiff in der ersten Hälfte des 13. Jahrhunderts nachträglich als romanisches Westwerk mit einer Doppelturmanlage hinzugefügt, deren erstes Obergeschoss als Herrschaftsloge vorgesehen war; jedoch unterblieb die Öffnung des alten Westgiebels des Kirchenschiffs nach Westen. Um 1600 gingen die hölzernen Turmspitzen verloren, möglicherweise durch einen Sturm. Die verbliebenen Rümpfe wurden erst im 18. Jahrhundert zu der heutigen Form unter einem Dach zusammengefasst. Von 1775 bis 1986 war der Backstein verputzt und der Putz mit einer Quaderritzung versehen. Im Inneren und von Osten kann man noch die beiden Turmstümpfe erkennen, in denen die fünf Kirchenglocken läuten. Der Unterbau der Turmanlage besteht aus der Eingangshalle (mit den beiden einzigen farbigen, modern gestalteten Glasfenstern) und der darüber liegenden Turmloge.
Die charakteristische Kreuzform erhielt die Schlosskirche durch Ergänzung eines Querschiffs und eines Chores im Osten. Dabei wurde das Langhaus erneut erhöht, diesmal um 1,10 m. Der dabei verwendete Backstein ist etwas größer als der der ersten Gewölbe und Mauererhöhung.
Die Datierung von Querhaus und Chor auf Mitte des 15. Jahrhunderts durch Wilhelm Janßen ist erstaunlich spät, verglichen mit der abgesehen von den romanischen Rundbögen eher für die Frühgotik typischen Dreifenstergruppe des Chorgiebels und – nach seinen eigenen Angaben – der Granitverblendung. Seine Begrünung ist nicht zwingend, da das Backsteinformat der inneren Wandschicht schon seit dem 13. Jahrhundert verwendet wurde und spätgotische Kalkmalereien andernorts auch an frühgotischen Gewölben zu finden sind. Janßen sah die Erweiterung der Kirche um Vierung und heutigen Chor in Verbindung mit der 1465 angebahnten und 1481 vollzogenen Übernahnme Varels durch die Grafen von Oldenburg. Das Dehio-Handbuch von 1992 datiert Vierung und Chor auf Ende des 13. Jahrhunderts. Die von Janßen erhoffte Dendrodatierung des Dachstuhls hat bis heute nicht stattgefunden.

## Ausstattung

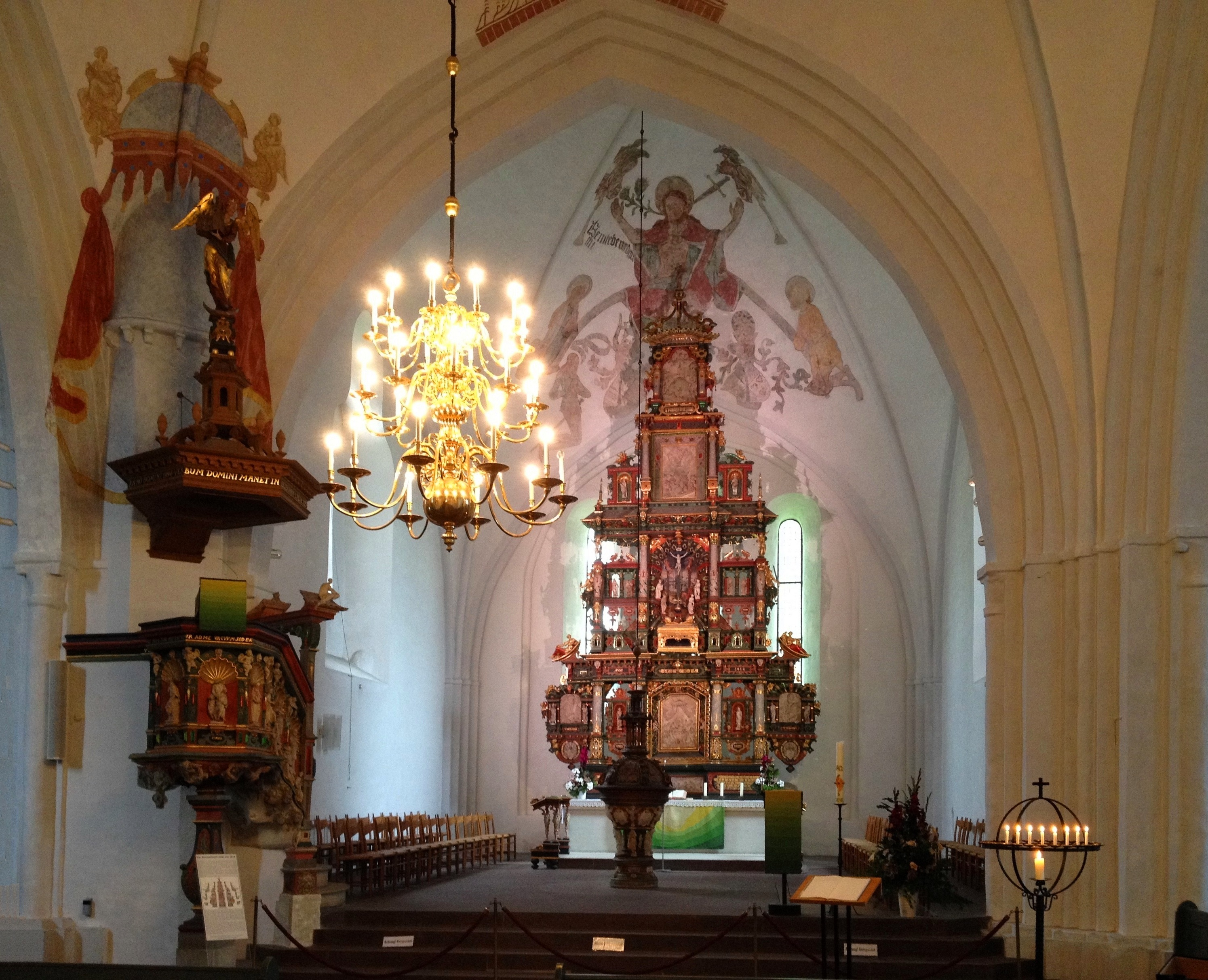
Innenraum mit den Werken von Ludwig Münstermann

### Werke von Ludwig Münstermann
Das Anfang des 17. Jahrhunderts über Varel herrschende Grafenhaus bekannte sich früh zur protestantischen Lehre. In ihrem Geist ließ Graf Anton II. von Delmenhorst, Bruder des herrschenden Grafen von Oldenburg Johann VII., in den Jahren 1613 bis 1618 den Bildhauer Ludwig Münstermann aus Hamburg eine neue Ausstattung im Stil des Manierismus fertigen, die zu den Hauptwerken dieser Stilrichtung in Norddeutschland gehört: das berühmte, aus Eiche geschnitzte Altarretabel, die Kanzel und den Taufstein mit Deckel, die bis heute nahezu vollständig erhalten sind.

#### Altar
Ludwig Münstermann schuf 1614 mit diesem Altaraufsatz sein umfangreichstes Einzelwerk. Seine Signatur ist auf Luthers Buch sichtbar. Der Aufbau aus Eiche erhebt sich mit Reliefs und Figuren aus Alabaster in mehreren Geschossen bis in fast 10 m Höhe. In der Mittelachse folgen, beginnend mit der Predella folgende Reliefs übereinander: Die Anbetung der Hirten, darüber das Abendmahl, im zweiten Geschoss, über der sockelartig angeordneten Bundeslade als „Symbol für die Einheit der einen Kirche der  Reformation“ wird der (erneuerte) Gekreuzigte von Mose, den beiden Johannes´ und Maria begleitet, ganz oben folgen Auferstehung und Christi Himmelfahrt. Als Bekrönung des Altars steht, mit dem bloßen Auge kaum noch zu erkennen, der salvator mundi: Christus, der Retter, hält die Weltkugel in der Hand. In den seitlichen Achsen bereichern Porträts von Luther und Melanchton, Apostel, Tugenden und Putten das Figurenprogramm. In der überreichen Ornamentik dominieren noch Roll- und Beschlagwerk, erst zaghaft entwickeln sich einige Knorpelwerkformen. Die farbige Fassung wurde 1962 nach Befunden rekonstruiert.

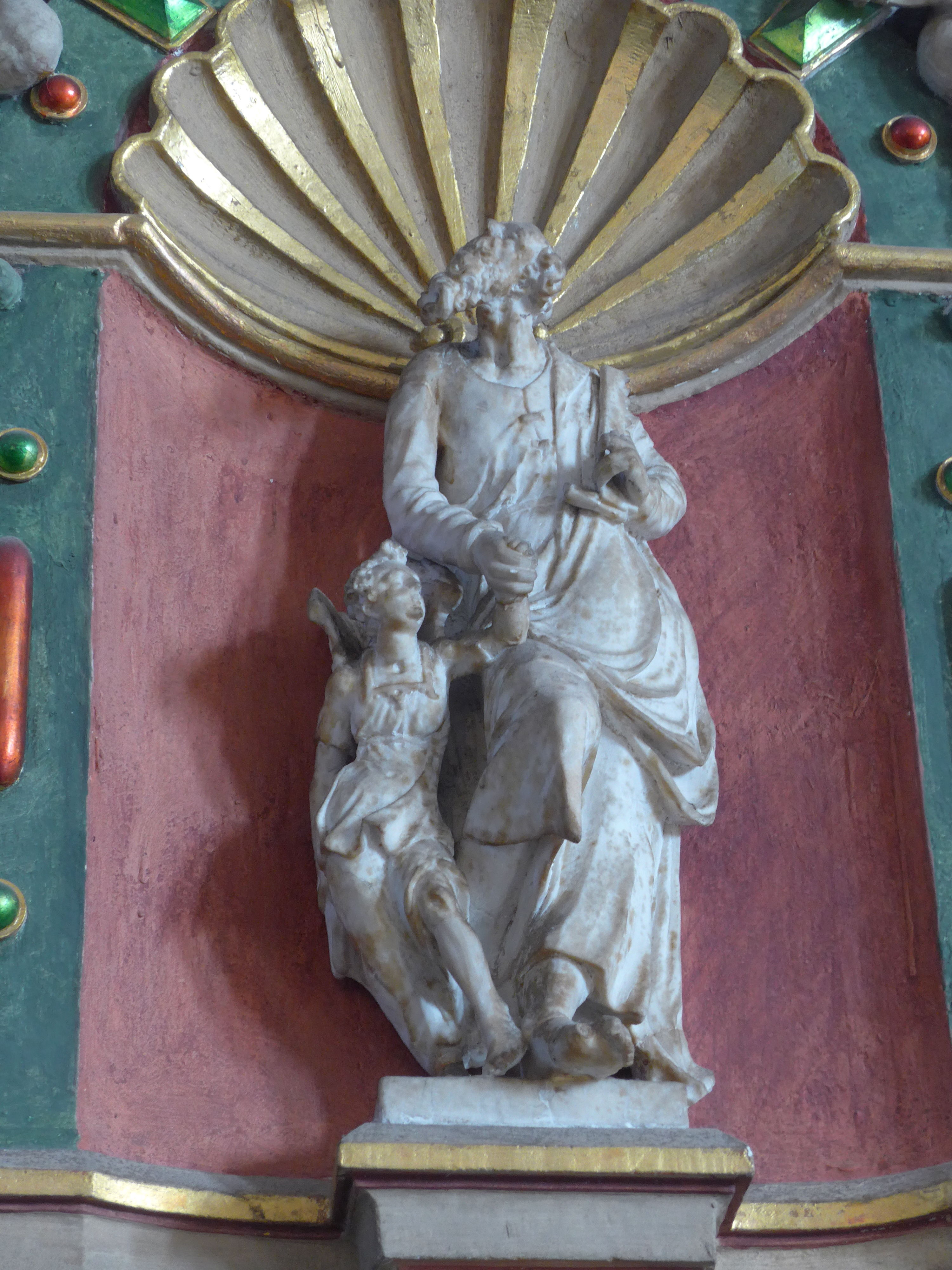
Der Prophet Jesaja am Kanzelkorb, L. Münstermann, 1613

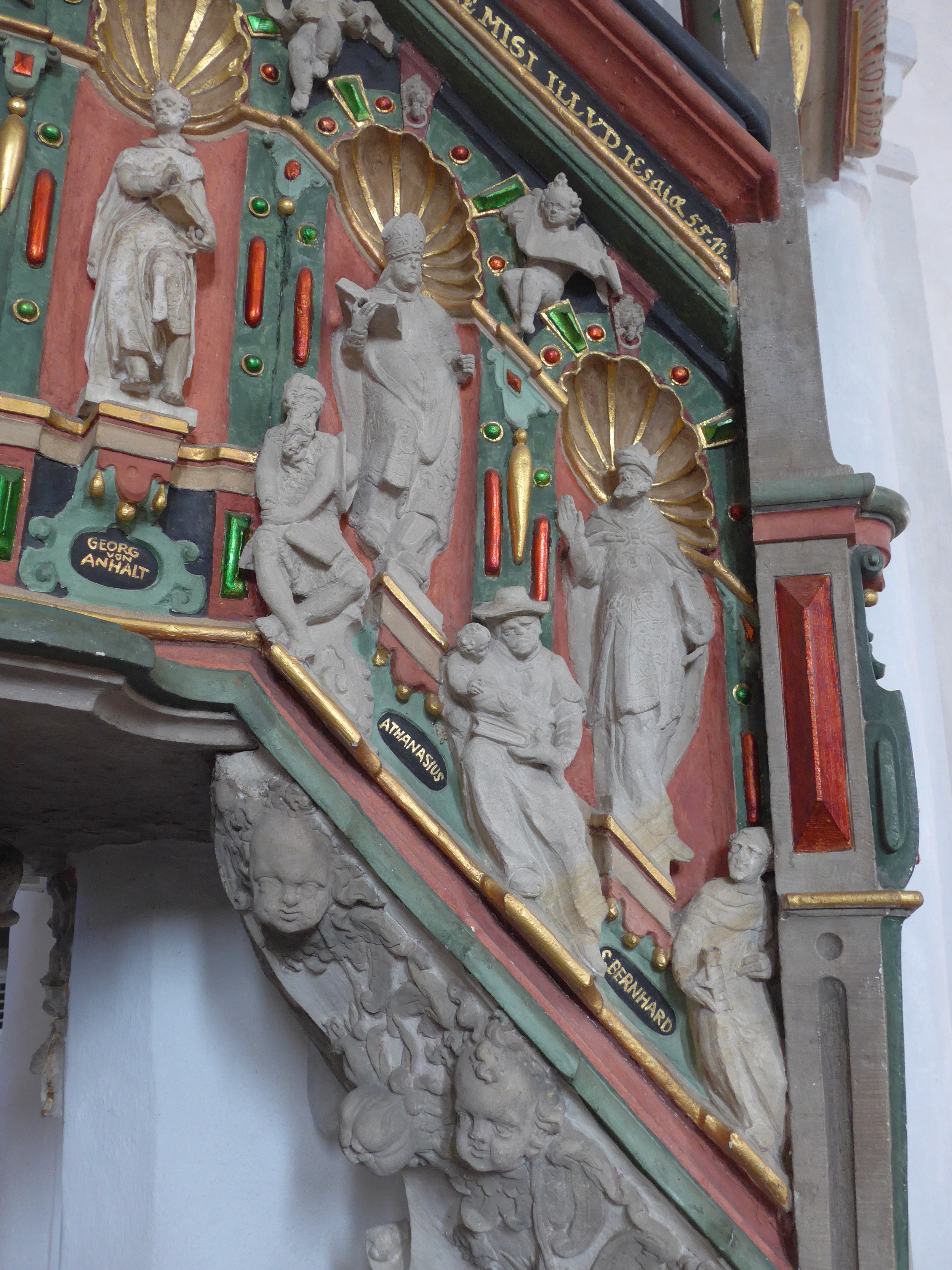
Georg von Anhalt und Kirchenväter an der Kanzeltreppe von L. Münstermann, 1613

#### Kanzel
Den Kanzelkorb aus Sandstein umgeben in den Muschelnischen der Brüstung Prophetenfigürchen, von denen jedoch nur Esaias original ist. Auch der Kanzelfuß stammt frühestens aus dem 18. Jahrhundert. Den Kanzelboden stützen Halbfiguren von Tugenden, ein links von der Kanzel angebrachtes Schild mit Hausmarke und Initialen Münstermanns enthält Signatur und Datierung. Überraschend, aber aufschlussreich ist das Auftreten von Kirchenvätern an der Kanzeltreppe. Sie sind eher in der katholischen Ikonographie üblich und weisen auf eine Nähe der Auftraggeber zu den Irenikern hin, die in den zeitgenössischen Konfessionskonflikten eine eher nachgiebige Linie vertraten. In diesen Zusammenhang gehört auch die programmatische Darstellung des Georg von Anhalt. Dieser war von den Vertretern eines strengen Luthertums wegen seines Eintretens für die Interimsregeln angefeindet worden.

#### Taufstein
Die pokalförmige Taufe aus Sandstein und Alabaster ist rund um den trommelförmigen Sockel mit einer Meisterinschrift signiert und mit 1618 datiert. Die Taufschale wird von sechs figürlichen Stützen aus Alabaster getragen. Während Johannes der Täufer und ein Engel aus dem inneren Figurenring aus der Münstermann-Werkstatt stammen, gehen Christus und die vier Evangelisten auf 1905 gefertigte Kopien nach Bruchstücken zurück. 1998 wurde an die Kirche der von oben herabhängende Taufbeckendeckel zurückgegeben.

### Orgel

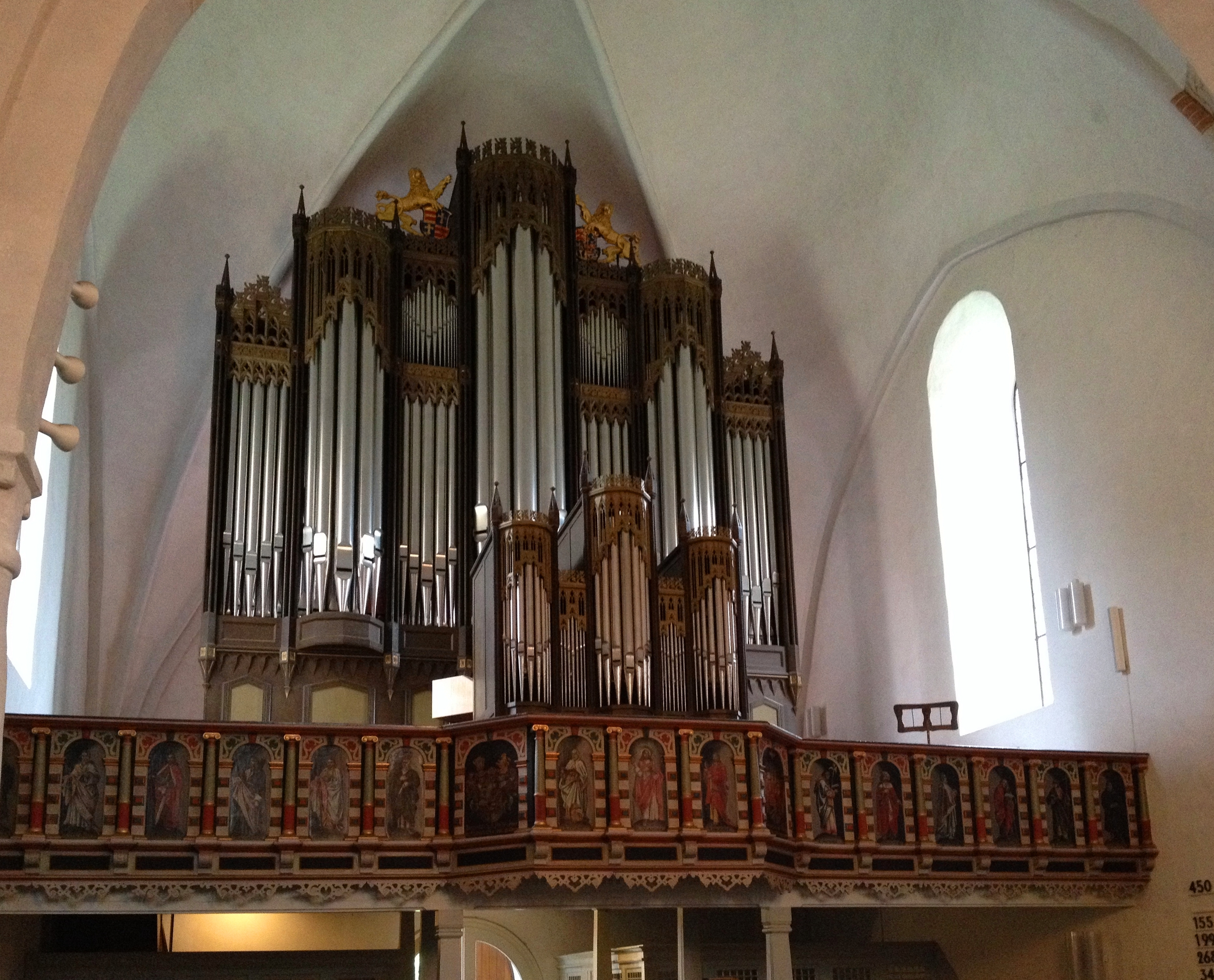
Orgel

Die Orgel wurde 1978 von dem Orgelbauer Karl Schuke (Berlin) erbaut. Das Gehäuse wurde von dem Vorgängerinstrument übernommen, einer zweimanualigen Orgel, die im Jahre 1861 von dem Orgelbauer Philipp Furtwängler erbaut worden war. An dem Gehäuse befinden sich Reste des Orgelprospektes von Ludwig Münstermann aus dem Jahre 1615 für das von Christian Bockelmann 1613 gebaute Instrument: Links und rechts neben dem mittleren Pedalturms sind zwei wappentragende Löwen angebracht. Eine Apollofigur steht heute in der Skulpturenabteilung der Staatlichen Museen Preußischer Kulturbesitz im Bode-Museum. Das Orgelwerk aus dem Jahre 1978 hat 46 Register auf drei Manualen und Pedal. Die Spieltrakturen sind elektrisch (Schleifladen), die Registertrakturen und Koppeln sind elektrisch.
| I Rückpositiv C– |       |
| Metallgedackt    | 8′    |
| Quintade         | 8′    |
| Principal        | 4′    |
| Rohrflöte        | 4′    |
| Oktave           | 2′    |
| Quinte           | 1 ⁄3′ |
| Sifflöte         | 1′    |
| Sesquialtera II  |       |
| Scharff IV       | 2⁄3′  |
| Cromorne         | 16′   |
| Dulcian          | 8′    |
| Tremulant        |       |

| II Hauptwerk C– |       |
| Schwegel        | 16′   |
| Principal       | 8′    |
| Spielflöte      | 8′    |
| Oktave          | 4′    |
| Nachthorn       | 4′    |
| Nassat          | 2 ⁄3′ |
| Oktave          | 2′    |
| Cornett IV-V    | 4′    |
| Mixtur V-VI     | 1 ⁄3′ |
| Trompete        | 8′    |
| Trompete        | 4′    |

| III Schwellwerk C– |        |
| Praestant          | 8′     |
| Koppelflöte        | 8′     |
| Gambe              | 8′     |
| Schwebung          | 8′     |
| Principal          | 4′     |
| Flute douce        | 4′     |
| Quintflöte         | 2 ⁄3′  |
| Flute traversière  | 2′     |
| Terz               | 1 3⁄5′ |
| Fourniture VI      | 2′     |
| Fagott             | 16′    |
| Oboe               | 8′     |
| Tremulant          |        |

| Pedal C–    |         |
| Principal   | 16′     |
| Subbass     | 16′     |
| Quinte      | 10 2⁄3′ |
| Oktave      | 8′      |
| Gedackt     | 8′      |
| Superoktave | 4′      |
| Blockflöte  | 4′      |
| Nachthorn   | 2′      |
| Mixtur V    |         |
| Posaune     | 16′     |
| Trompete    | 8′      |
| Schalmei    | 4′      |

- Koppeln: I/II, III/I, III/II, I/P, II/P, III/P